# Antahkarana

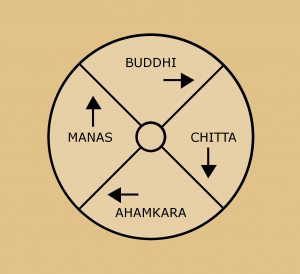
As quatro funções do Antahkarana

Antahkarana (do sânscrito Antar: interior; Karana: instrumento) é um símbolo (não reikiano) multidimensional usado em rituais de cura e meditação no Tibet e na China durante milhares de anos, foi de uso exclusivo dos mosteiros. Atualmente popularizado, é usado como ferramenta na evolução espiritual, como um reforço da ligação entre o cérebro e o eu superior (alma). O ideograma significa a ponte entre a mente inferior e a superior (alma).
Um símbolo, que atua em diferentes planos, constituído por três setes (7) representativos: 7 chakras; 7 cores do arco-íris, e; 7 tons da escala musical (também mencionados no livro bíblico Apocalipse como: 7 velas, 7 trombetas e, 7 selos). Unidos ao centro, simbolizando os três aspetos essenciais do ser: corpo, mente e, espírito. Com um poder energético capaz de criar um efeito positivo concentrado sobre os chacras e a aura, realizando cura. Considerado a representação da parte anatômica espiritual, a conexão entre o cérebro físico e o Eu Superior, promovendo a cura e desenvolvimento espiritual. Isto é, possui consciência própria guiado pelo Eu Superior, sempre com efeito benéfico.

## Etimologia
Na língua sânscrito, a palavra ‘Antar’ significa "meio" ou "interior" e ‘Karana’ significa "instrumento" ou "causa". Trazido com o Reiki ao planeta Terra no período Lemuriano (100.000 anos atrás).